# Canthidium gigas
Canthidium gigas là một loài bọ cánh cứng trong họ Bọ hung (Scarabaeidae).